# It's My Life (canção de Talk Talk)
"It's My Life"  é uma canção da banda de rock inglesa Talk Talk, composta por Mark Hollis e Tim Friese-Greene e lançada como single para o seu segundo álbum de estúdio, It's My Life, de 1984. O single alcançou a posição 46 no UK Singles Chart, mas se saiu melhor em vários outros países, atingindo o número 33 na Alemanha, o número 32 na Nova Zelândia e o número 25 na França. Na América do Norte, entrou no Top 40 tanto nos Estados Unidos (na posição 31) quanto no Canadá (na posição 30). O single foi relançado no Reino Unido em 1985, mas alcançou apenas o número 93.
Em 1990, entretanto, "It's My Life" foi relançado novamente para promover a compilação do álbum Natural History: The Very Best of Talk Talk. Desta vez, a música foi um sucesso no Reino Unido, alcançando a 13ª posição, o single mais bem colocado nas paradas da banda em seu país natal.
A banda norte-americana No Doubt regravou uma nova versão da música em 2003 e a lançou em seu álbum de compilações The Singles 1992-2003.
A canção fez grande sucesso nos Estados Unidos chegando à décima posição na Billboard Hot 100 e saindo-se bem nas paradas internacionais. Foi a 29ª música mais tocada nas rádios brasileiras em 2004.

## Tabelas
| Parada (2003)                           | Melhor posição |
| --------------------------------------- | -------------- |
| Austrian Singles Chart                  | 12             |
| Belgian Singles Chart                   | 11             |
| German Singles Chart                    | 9              |
| Irish Singles Chart                     | 6              |
| UK Singles Chart                        | 17             |
| Parada (2004)                           | Peak position  |
| Australian ARIA Singles Chart           | 7              |
| Dutch Top 40                            | 4              |
| Italian Singles Chart                   | 7              |
| French Singles Chart                    | 19             |
| Swedish Singles Chart                   | 4              |
| Swiss Singles Chart                     | 12             |
| United World Chart                      | 2              |
| EUA Billboard Hot 100                   | 10             |
| EUA Billboard Top 40 Adult Recurrents   | 1              |
| EUA Billboard Hot Dance Music/Club Play | 16             |
| EUA Billboard Adult Contemporary        | 20             |
| EUA Billboard Modern Rock Tracks        | 32             |

## Prêmios e indicações
| Ano  | Prêmio                 | Categoria                                     | Indicação                                                                  | Resultado | Ref.  |
| ---- | ---------------------- | --------------------------------------------- | -------------------------------------------------------------------------- | --------- | ----- |
| 2004 | MTV Video Music Awards | Melhor Videoclipe de Grupo Musical            | No Doubt                                                                   | Venceu    | [ 6 ] |
| 2004 | MTV Video Music Awards | Melhor Videoclipe de Música Pop               | No Doubt                                                                   | Venceu    | [ 6 ] |
| 2004 | MTV Video Music Awards | Melhor Direção                                | David LaChapelle                                                           | Indicado  | [ 6 ] |
| 2004 | MTV Video Music Awards | Melhor Direção de Arte                        | Kristen Vallow                                                             | Indicado  | [ 6 ] |
| 2004 | MTV Video Music Awards | Melhor Cinematografia                         | Jeff Cronenweth                                                            | Indicado  | [ 6 ] |
| 2005 | Grammy Award           | Melhor Performance Pop por uma Dupla ou Grupo | No Doubt                                                                   | Indicado  | [ 7 ] |
| 2005 | Grammy Award           | Melhor Gravação Remixada, Não-Clássica        | "It's My Life (Jacques Lu Cont's Thin White Duke Mix)", de Jacques Lu Cont | Venceu    | [ 8 ] |

## Versão de No Doubt
"It's My Life'"  A banda de ska estadunidense No Doubt gravou uma versão cover da música para promover seu primeiro álbum de grandes sucessos The Singles 1992–2003 (2003). Como a banda estava em hiato enquanto a vocalista Gwen Stefani gravava seu primeiro álbum solo, eles decidiram gravar um cover para evitar ter que escrever uma nova canção. Eventualmente, depois que a banda ouviu centenas de músicas da década de 1980, eles reduziram a duas candidatas - "It's My Life" do Talk Talk e "Don't Change" da banda de rock australiana INXS.

## Desempenho nas tabelas musicais
| Tabela musical (2003-2004)                  | Melhor posição |
| ------------------------------------------- | -------------- |
| Alemanha — (Media Control Charts)           | 1              |
| Áustria — (Ö3 Austria Top 40)               | 1              |
| Bélgica — (Ultratop 50 Flanders)            | 2              |
| Canadá — (RPM)                              |                |
| Chéquia — (IFPI)                            | 2              |
| Dinamarca — (Tracklisten)                   | 1              |
| Escócia — (Scottish Singles Chart)          | 2              |
| Espanha — (PROMUSICAE)                      | 1              |
| Estados Unidos — (Billboard Pop 100)        | 72             |
| Europa — (Eurochart Hot 100)                | 1              |
| Finlândia — (Suomen virallinen lista)       | 2              |
| França — (SNEP)                             | 1              |
| Irlanda — (IRMA)                            | 1              |
| Itália — (FIMI)                             | 18             |
| Noruega — (VG-lista)                        | 1              |
| Países Baixos — (Dutch Top 40)              | 1              |
| Polónia — (Polish Music Charts)             | 5              |
| Roménia — (Romanian Top 100)                | 1              |
| Suécia — (Sverigetopplistan)                | 3              |
| Suíça — (Swiss Singles Chart)               | 1              |
| Reino Unido — (The Official Charts Company) | 3              |